# Laurens Hammond
Laurens Hammond (Evanston, 11 gennaio 1895 – Cornwall, 3 luglio 1973) è stato un ingegnere, progettista e inventore statunitense, noto per essere l'inventore dell'organo Hammond.

## Biografia

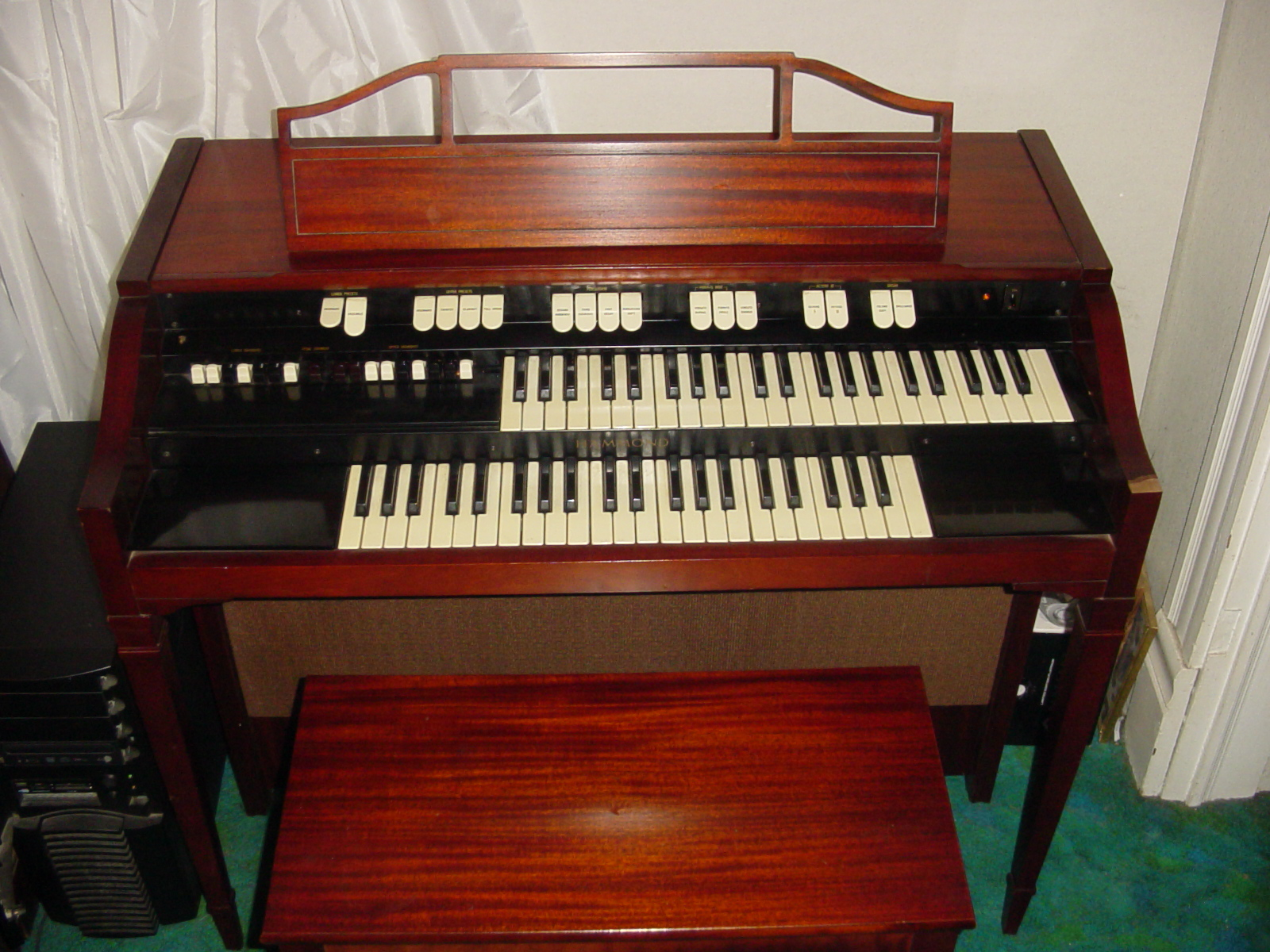
L'organo Hammond

### Gioventù
Laurens Hammond nacque ad Evanston, nell'Illinois, da William Andrew e Idea Louise Strong Hammond. Laurens dimostrò una grande abilità tecnica già da piccolo. Suo padre William era morto nel 1898, presumibilmente per il carico derivante dalla gestione della First National Bank, che egli stesso aveva fondato. In seguito alla morte del marito, Idea, che era un'artista di professione, si trasferì con Laurens in Francia per proseguire i propri studi. Fu durante la loro permanenza in Francia che Laurens iniziò a sviluppare molte delle sue prime invenzioni.

### Prime invenzioni
Al ritorno ad Evanston della sua famiglia, Laurens, che aveva 14 anni, parlava molto bene il francese e il tedesco. Aveva già progettato un dispositivo di cambio automatico per l'automobile. Su suggerimento della madre, lo sottopose all'attenzione dei meccanici del produttore francese Renault, che lo respinsero.

### Università
Laurens studiò ingegneria meccanica presso la Cornell University e diventò membro della confraternita Delta Upsilon. Si laureò con lode nel 1916. In quel periodo il pensiero di molti era rivolto alla prima guerra mondiale, che era in corso di svolgimento e Laurens stesso contribuì agli sforzi bellici prestando servizio nella American Expeditionary Forces in Francia.

### Invenzioni
Alla fine della guerra si trasferì a Detroit, nel Michigan, dove ebbe la fortuna di trovare lavoro come ingegnere capo presso la Gray Motor Company, un'azienda produttrice di motori marini. Nel 1920 inventò un orologio azionato da una molla silenziosa. Tale invenzione portò a Laurens abbastanza denaro da permettergli di lasciare la Gray Motor Company e affittare un locale per sé a New York, dove iniziò lo sviluppo di un motore elettrico sincrono che avrebbe in seguito utilizzato per la produzione dei suoi orologi elettrici e che in seguito portarono all'invenzione dell'organo basato sulle ruote foniche (dette tonewheel).
Nel 1922, Hammond inventò il sistema cinematografico stereoscopico Teleview, in associazione con la 3-D films, basato sul sistema a otturatori alternati meccanici. Nello stesso anno venne distribuito nelle sale dotate di questo sistema un film, Radio-Mania. Hammond assistette alla prima presso il Selwyn Theatre di New York nel dicembre del 1922, ma nonostante il successo di critica, i problemi legati all'installazione delle costose macchine nei vari cinema provocarono l'abbandono del progetto.
Hammond non era un musicista ma apprezzava molto gli effetti benefici della musica e voleva rendere più accessibile alle masse la disponibilità di uno strumento musicale abbastanza sofisticato. Nel 1933, per questo motivo, iniziò a dedicare la sua attenzione allo sviluppo di un organo elettronico. Acquistò un pianoforte usato e cominciò con lo scartare tutto tranne la meccanica della tastiera. Utilizzando la tastiera del pianoforte come un controller, poté fare degli esperimenti con diversi metodi per la generazione del suono, finché non trovò quello che ritenne il più congeniale: la ruota fonica (o tonewheel).
Il contabile che seguiva la sua azienda, W. L. Lahey, era l'organista della vicina St. Christopher's Episcopal Church, pertanto Laurens si consultò con lui durante lo sviluppo del suo strumento e chiese un riscontro sulla qualità del suono risultante. Utilizzando tutta la sua esperienza meccanica e manifatturiera, mise perfettamente a punto il generatore di suono prima ancora di entrare nella fase produttiva dell'organo Hammond. Il numero degli organi Hammond originali ancora in uso è di per sé testimonianza della qualità del progetto originale, così come della bontà dell'esecuzione del prodotto.
Laurens depositò la sua domanda di brevetto il 19 gennaio 1934. In quel momento storico la disoccupazione era un problema generalizzato, per via della Grande depressione, forse anche per questo motivo il tempo impiegato dall'ufficio brevetti fu piuttosto breve, con la speranza che la richiesta di Hammond potesse permettere la creazione di opportunità lavorative nell'area.
Negli anni fra il 1938 e il 1942 Hammond produsse inoltre il Novachord, il primo sintetizzatore elettronico polifonico, che non ottenne però grande successo a causa del costo elevato.

### La Seconda Guerra Mondiale
La seconda guerra mondiale fornì a Laurens nuove aree per dimostrare le proprie capacità tecniche. Contribuì allo sviluppo dei controlli per i missili teleguidati e gli fu riconosciuto il brevetto per i sensori dell'infrarosso e luminosi per la guida delle bombe, i controlli per le glide bomb, un otturatore per fotocamera ed un nuovo tipo di giroscopio.

### Pensionamento
Laurens Hammond lasciò il suo ruolo di presidente della sua azienda nel 1955, per poter avere più tempo di concentrarsi sulla ricerca e nello sviluppo di nuove idee. Il 12 febbraio 1960, all'età di 65 anni, si ritirò in pensione. Al momento del suo collocamento a riposo, aveva ottenuto 90 brevetti e ne ottenne ulteriori 20 prima della sua morte.
Alla morte di Hammond, avvenuta nel 1973 a causa di una neoplasia, già vi erano più di trenta costruttori di organi elettrici o elettronici, numero che sarebbe ulteriormente aumentato alla fine degli anni 1970, quando il crescere della domanda per organi per uso domestico crebbe in proporzioni enormi.